# Rewan Refaei
Rewan Refaei, née le 1er septembre 1996, est une taekwondoïste égyptienne.

## Carrière
Rewan Refaei est médaillée d'argent dans la catégorie des moins de 62 kg aux Jeux africains de 2015 à Brazzaville. Elle est dans cette même catégorie médaillée de bronze aux Championnats d'Afrique 2016 à Port-Saïd, médaillée d'or aux Championnats d'Afrique 2018 à Agadir, médaillée d'argent aux Jeux africains de 2019 à Rabat et médaillée de bronze aux Championnats d'Afrique 2021 à Dakar.